# Червень 2000
Червень 2000 — шостий місяць 2000 року, що розпочався в четвер 1 червня та закінчився у п'ятницю 30 червня.

## Події
- 4 червня (неділя) — землетрус магнітудою 7,3 балів у Бенгкулу, Індонезія, в результаті якого загинуло 90 осіб і поранено понад 2000.
- 16 червня — Сьюзен Серендон відкриває спеціалізований магазин сирів у Парижі.